# Giải thưởng Âm nhạc Mỹ cho Nữ nghệ sĩ Pop/Rock được yêu thích nhất
Giải thưởng Âm nhạc Mỹ cho hạng mục Nữ nghệ sĩ Pop được Yêu thích Nhất bắt đầu được trao tặng kể từ năm 1974.
Hạng mục này tôn vinh những nữ nghệ sĩ nhạc Pop xuất sắc của năm trước đó (từ 2003 trở đi khi các giải thưởng đã được trao vào tháng 11 cùng năm).
Nghệ sĩ giành chiến thắng nhiều nhất trong hạng mục này là Taylor Swift, với sáu lần thắng.

## Chiến thắng và đề cử

### 1970s
| Năm                | Nghệ Sĩ       | Ghi Chú |
| ------------------ | ------------- | ------- |
| 1974(1st)          | Helen Reddy   |         |
| 1974(1st)          | Roberta Flack |         |
| 1974(1st)          | Diana Ross    |         |
| 1975(2nd)          |               |         |
| Olivia Newton-John |               |         |
| Helen Reddy        |               |         |
| Barbra Streisand   |               |         |
| 1976(3rd)          |               |         |
| Olivia Newton-John |               |         |
| Helen Reddy        |               |         |
| Linda Ronstadt     |               |         |
| 1977(4th)          |               |         |
| Olivia Newton-John |               |         |
| Helen Reddy        |               |         |
| Linda Ronstadt     |               |         |
| 1978(5th)          |               |         |
| Linda Ronstadt     |               |         |
| Rita Coolidge      |               |         |
| Barbra Streisand   |               |         |
| 1979(6th)          |               |         |
| Linda Ronstadt     |               |         |
| Barbra Streisand   |               |         |
| Donna Summer       |               |         |

### 1980s
| Năm                | Nghệ Sĩ            | Ghi Chú |
| ------------------ | ------------------ | ------- |
| 1980(7th)          | Donna Summer       |         |
| 1980(7th)          | Olivia Newton-John |         |
| 1980(7th)          | Barbra Streisand   |         |
| 1981(8th)          |                    |         |
| Barbra Streisand   |                    |         |
| Olivia Newton-John |                    |         |
| Linda Ronstadt     |                    |         |
| 1982(9th)          |                    |         |
| Pat Benatar        |                    |         |
| Sheena Easton      |                    |         |
| Juice Newton       |                    |         |
| Dolly Parton       |                    |         |
| 1983(10th)         |                    |         |
| Olivia Newton-John |                    |         |
| Stevie Nicks       |                    |         |
| Diana Ross         |                    |         |
| 1984(11th)         |                    |         |
| Pat Benatar        |                    |         |
| Stevie Nicks       |                    |         |
| Donna Summer       |                    |         |
| Bonnie Tyler       |                    |         |
| 1985(12th)         |                    |         |
| Cyndi Lauper       |                    |         |
| Madonna            |                    |         |
| Linda Ronstadt     |                    |         |
| 1986(13th)         |                    |         |
| Tina Turner        |                    |         |
| Whitney Houston    |                    |         |
| Madonna            |                    |         |
| 1987(14th)         |                    |         |
| Whitney Houston    |                    |         |
| Janet Jackson      |                    |         |
| Tina Turner        |                    |         |
| Madonna            |                    |         |
| 1988(15th)         |                    |         |
| Whitney Houston    |                    |         |
| Janet Jackson      |                    |         |
| Madonna            |                    |         |
| 1989(16th)         |                    |         |
| Whitney Houston    |                    |         |
| Tracy Chapman      |                    |         |
| Debbie Gibson      |                    |         |

### 1990s
| Năm               | Nghệ Sĩ     | Ghi Chú |
| ----------------- | ----------- | ------- |
| 1990(17th)        | Paula Abdul | [ 1 ]   |
| 1990(17th)        | Anita Baker | [ 1 ]   |
| 1990(17th)        | Madonna     | [ 1 ]   |
| 1991(18th)        |             | [ 1 ]   |
| Janet Jackson     | [ 2 ]       |         |
| Mariah Carey      | [ 2 ]       |         |
| Madonna           | [ 2 ]       |         |
| Sinéad O'Connor   | [ 2 ]       |         |
| 1992(19th)        | [ 2 ]       |         |
| Paula Abdul       |             |         |
| Mariah Carey      |             |         |
| Whitney Houston   |             |         |
| 1993(20th)        |             |         |
| Mariah Carey      | [ 3 ]       |         |
| Amy Grant         | [ 3 ]       |         |
| Bonnie Raitt      | [ 3 ]       |         |
| Vanessa Williams  | [ 3 ]       |         |
| 1994(21st)        | [ 3 ]       |         |
| Whitney Houston   |             |         |
| Mariah Carey      |             |         |
| Gloria Estefan    |             |         |
| Janet Jackson     |             |         |
| 1995(22nd)        |             |         |
| Mariah Carey      | [ 4 ]       |         |
| Janet Jackson     | [ 4 ]       |         |
| Bonnie Raitt      | [ 4 ]       |         |
| 1996(23rd)        | [ 4 ]       |         |
| Mariah Carey      | [ 5 ]       |         |
| Melissa Etheridge | [ 5 ]       |         |
| Alanis Morissette | [ 5 ]       |         |
| 1997(24th)        | [ 5 ]       |         |
| Alanis Morissette | [ 6 ]       |         |
| Mariah Carey      | [ 6 ]       |         |
| Celine Dion       | [ 6 ]       |         |
| 1998(25th)        | [ 6 ]       |         |
| Celine Dion       | [ 7 ]       |         |
| Toni Braxton      | [ 7 ]       |         |
| Jewel             | [ 7 ]       |         |
| 1999(26th)        | [ 7 ]       |         |
| Celine Dion       |             |         |
| Brandy            |             |         |
| Shania Twain      |             |         |

### 2000s
| Năm                | Nghệ Sĩ         | Ghi Chú |
| ------------------ | --------------- | ------- |
| 2000(27th)         | Shania Twain    | [ 8 ]   |
| 2000(27th)         | Whitney Houston | [ 8 ]   |
| 2000(27th)         | Britney Spears  | [ 8 ]   |
| 2001(28th)         |                 | [ 8 ]   |
| Faith Hill         |                 |         |
| Christina Aguilera |                 |         |
| Celine Dion        |                 |         |
| Britney Spears     |                 |         |
| 2002(29th)         |                 |         |
| Janet Jackson      |                 |         |
| Alicia Keys        |                 |         |
| Jennifer Lopez     |                 |         |
| 2003(30th)         |                 |         |
| Sheryl Crow        | [ 9 ]           |         |
| Celine Dion        | [ 9 ]           |         |
| Pink               | [ 9 ]           |         |
| 2003(31st)         | [ 9 ]           |         |
| Jennifer Lopez     | [ 10 ]          |         |
| Celine Dion        | [ 10 ]          |         |
| Avril Lavigne      | [ 10 ]          |         |
| 2004(32nd)         | [ 10 ]          |         |
| Sheryl Crow        | [ 11 ]          |         |
| Avril Lavigne      | [ 11 ]          |         |
| Jessica Simpson    | [ 11 ]          |         |
| 2005(33rd)         | [ 11 ]          |         |
| Gwen Stefani       | [ 12 ]          |         |
| Mariah Carey       | [ 12 ]          |         |
| Kelly Clarkson     | [ 12 ]          |         |
| 2006(34th)         | [ 12 ]          |         |
| Kelly Clarkson     | [ 13 ]          |         |
| Mariah Carey       | [ 13 ]          |         |
| Nelly Furtado      | [ 13 ]          |         |
| 2007(35th)         | [ 13 ]          |         |
| Fergie             | [ 14 ]          |         |
| Beyoncé            | [ 14 ]          |         |
| Avril Lavigne      | [ 14 ]          |         |
| 2008(36th)         | [ 14 ]          |         |
| Rihanna            | [ 15 ]          |         |
| Mariah Carey       | [ 15 ]          |         |
| Alicia Keys        | [ 15 ]          |         |
| 2009(37th)         | [ 15 ]          |         |
| Taylor Swift       | [ 16 ]          |         |
| Beyoncé            | [ 16 ]          |         |
| Lady Gaga          | [ 16 ]          |         |

### 2010s
| Năm            | Nghệ Sĩ        | Ghi Chú |
| -------------- | -------------- | ------- |
| 2010(38th)     | Lady Gaga      | [ 17 ]  |
| 2010(38th)     | Kesha          | [ 17 ]  |
| 2010(38th)     | Katy Perry     | [ 17 ]  |
| 2011(39th)     |                | [ 17 ]  |
| Adele          | [ 18 ]         |         |
| Lady Gaga      | [ 18 ]         |         |
| Katy Perry     | [ 18 ]         |         |
| 2012(40th)     | [ 18 ]         |         |
| Katy Perry     | [ 19 ]         |         |
| Kelly Clarkson | [ 19 ]         |         |
| Nicki Minaj    | [ 19 ]         |         |
| Rihanna        | [ 19 ]         |         |
| 2013(41st)     | [ 19 ]         |         |
| Taylor Swift   | [ 20 ]         |         |
| Pink           | [ 20 ]         |         |
| Rihanna        | [ 20 ]         |         |
| 2014(42nd)     | [ 20 ]         |         |
| Katy Perry     | [ 21 ]         |         |
| Iggy Azalea    | [ 21 ]         |         |
| Lorde          | [ 21 ]         |         |
| 2015(43rd)     | [ 21 ]         |         |
| Ariana Grande  | [ 22 ]         |         |
| Taylor Swift   | [ 22 ]         |         |
| Meghan Trainor | [ 22 ]         |         |
| 2016(44th)     | [ 22 ]         |         |
| Selena Gomez   | [ 23 ]         |         |
| Adele          | [ 23 ]         |         |
| Rihanna        | [ 23 ]         |         |
| 2017(45th)     | [ 23 ]         |         |
| Lady Gaga      | [ 24 ]         |         |
| Alessia Cara   | [ 24 ]         |         |
| Rihanna        | [ 24 ]         |         |
| 2018(46th)     | Taylor Swift   | [ 25 ]  |
| 2018(46th)     | Camila Cabello | [ 25 ]  |
| 2018(46th)     | Cardi B        | [ 25 ]  |
| 2019(47th)     | Taylor Swift   | [ 26 ]  |
| 2019(47th)     | Ariana Grande  | [ 26 ]  |
| 2019(47th)     | Billie Eilish  | [ 26 ]  |

### 2020s
| Năm         | Nghệ Sĩ        | Ghi Chú |
| ----------- | -------------- | ------- |
| 2020 (48th) | Taylor Swift   | [ 27 ]  |
| 2020 (48th) | Dua Lipa       | [ 27 ]  |
| 2020 (48th) | Lady Gaga      | [ 27 ]  |
| 2021 (49th) | Taylor Swift   | [ 28 ]  |
| 2021 (49th) | Ariana Grande  | [ 28 ]  |
| 2021 (49th) | Doja Cat       | [ 28 ]  |
| 2021 (49th) | Dua Lipa       | [ 28 ]  |
| 2021 (49th) | Olivia Rodrigo | [ 28 ]  |
| 2022 (50th) | Adele          |         |
| 2022 (50th) | Beyoncé        |         |
| 2022 (50th) | Doja Cat       |         |
| 2022 (50th) | Lizzo          |         |
| 2022 (50th) | Taylor Swift   |         |

## Kỷ lục

### Chiến thắng nhiều nhất
| Thắng 6 lần - Taylor Swift Thắng 4 lần - Whitney Houston - Olivia Newton-John Thắng 3 lần - Mariah Carey | Thắng 2 lần - Paula Abdul - Pat Benatar - Sheryl Crow - Celine Dion - Lady Gaga - Janet Jackson - Katy Perry - Linda Ronstadt |  |

### Đề cử nhiều nhất
| Đề cử 10 lần - Mariah Carey Đề cử 7 lần - Whitney Houston - Taylor Swift Đề cử 6 lần - Celine Dion - Janet Jackson - Madonna - Olivia Newton-John - Linda Ronstadt | Đề cử 5 lần - Lady Gaga - Rihanna - Barbra Streisand Đề cử 4 lần - Katy Perry - Helen Reddy |